# Echtz
Echtz-Konzendorf is een Ortsteil van de Duitse gemeente Düren, deelstaat Noordrijn-Westfalen, en telt in totaal 2.114 inwoners (31 december 2020). Het Ortsteil ligt ten westen van de stad Düren zelf, en bestaat uit het grotere dorp Echtz en het veel kleinere Konzendorf, waar slechts ruim 200 mensen wonen. Konzendorf ligt enkele kilometers ten zuiden van Echtz.
Echtz is reeds zeer oud. Op een koninklijk landgoed bij het dorp overleed Mathilde van Lotharingen op  4 november 1025. Zij was de derde dochter van keizer Otto II van het Duitse Rijk en keizerin Theophanu van Byzantium.
Evenals veel andere dorpen in deze regio, is Echtz bekend om het zeer actieve verenigingsleven (gemiddeld drie lidmaatschappen per inwoner, hetgeen boven het gemiddelde van geheel Duitsland ligt).
De recreatieplas Echtzer See ligt aan de zuidrand van Echtz en ontstond door het onder water laten lopen van een in 1941 stilgelegde bruinkoolgroeve. De plas biedt diverse recreatiemogelijkheden; men kan er o.a. de duiksport leren en beoefenen. Vanwege de visrijkdom is de Echtzer See ook een geliefde plaats om te hengelen.

## Afbeeldingen

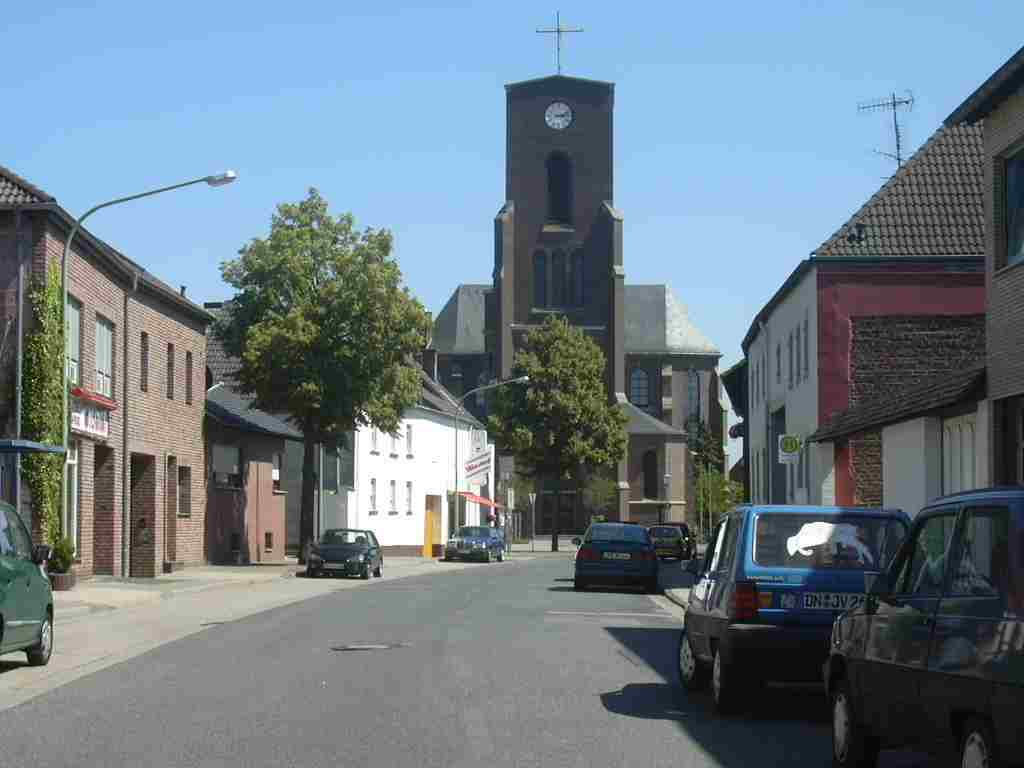
Dorpsstraat en kerktoren te Echtz
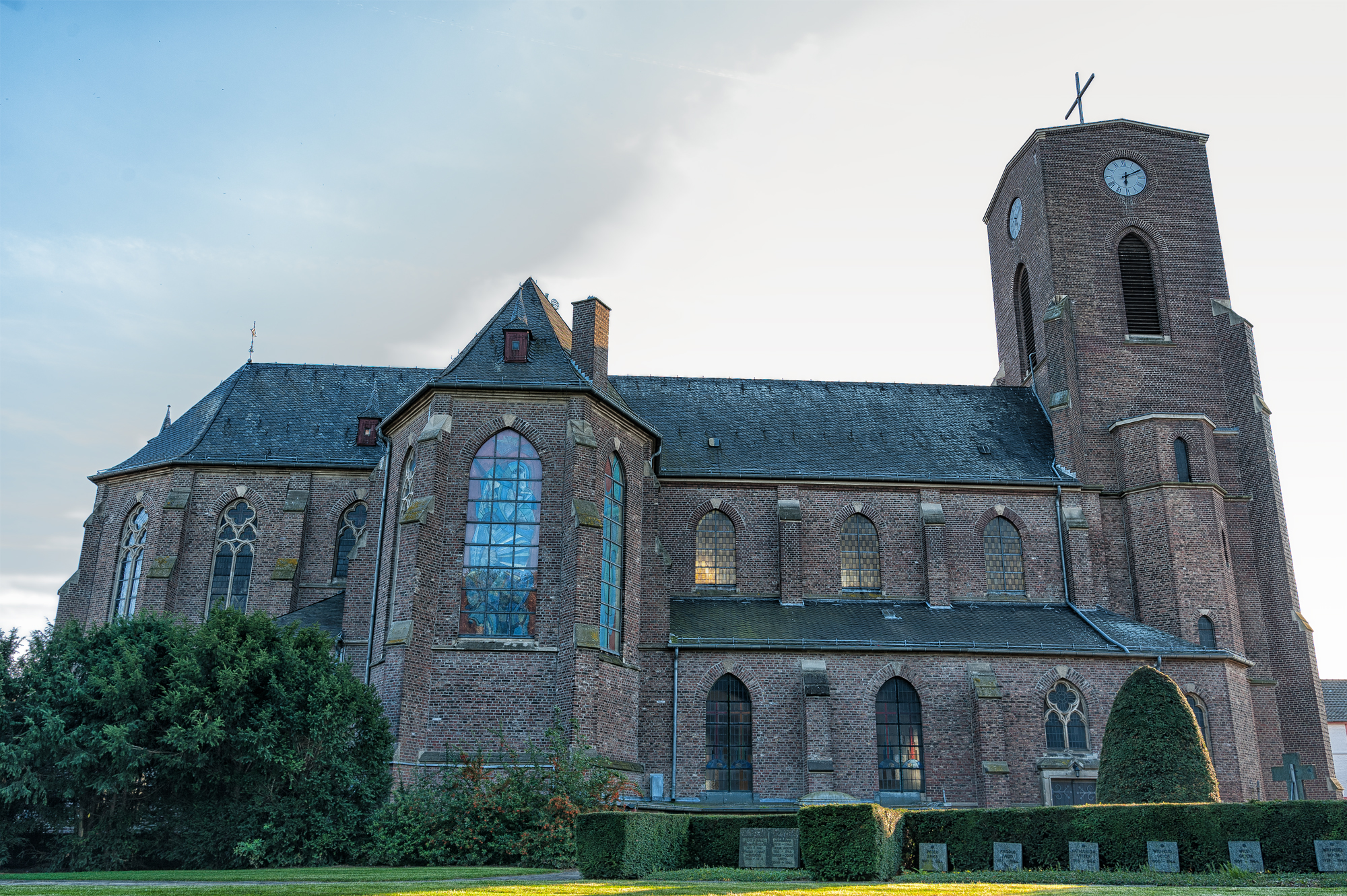
Echtz, St. Michaëlskerk (1898)
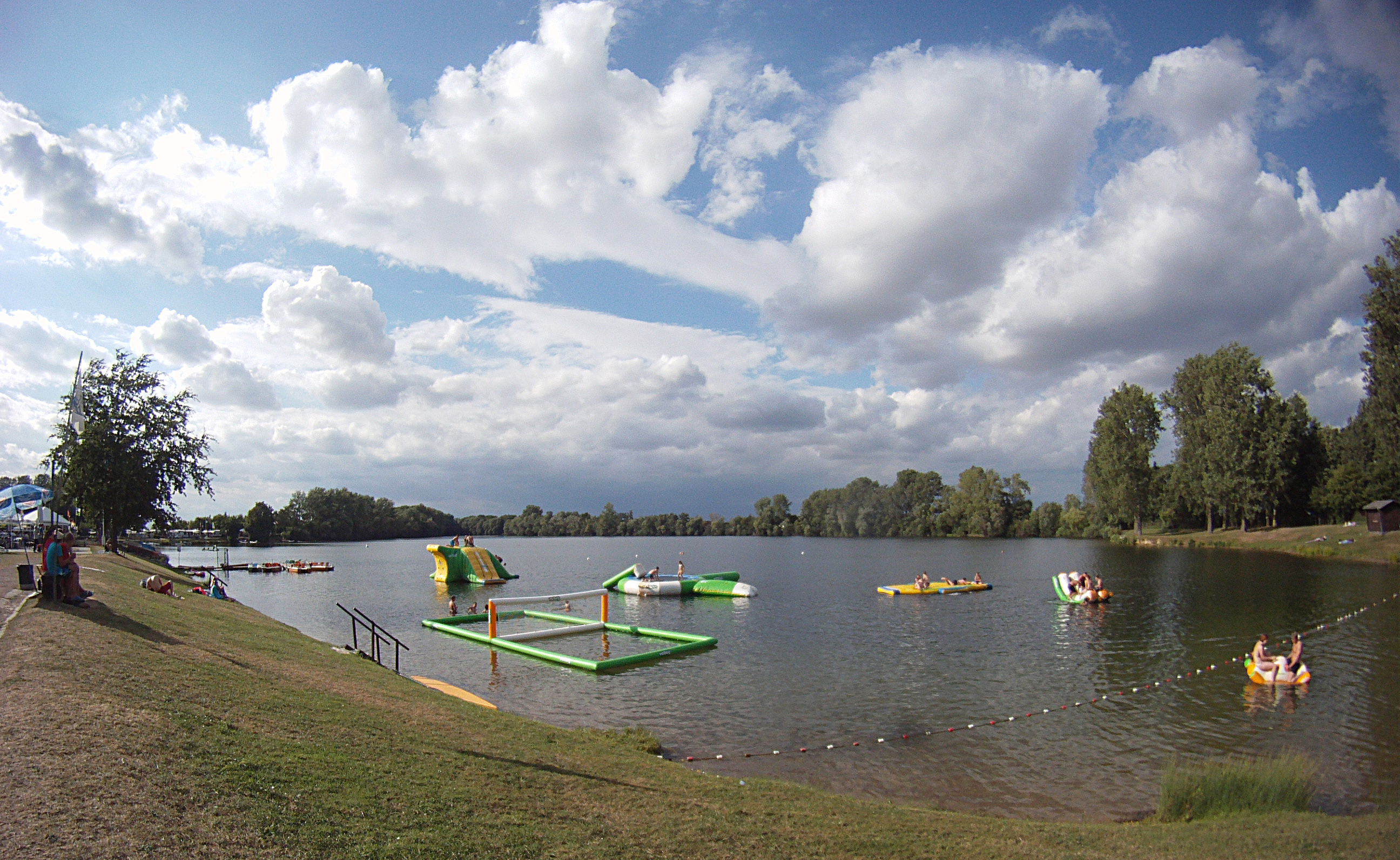
Recreatieplas Echtzer See
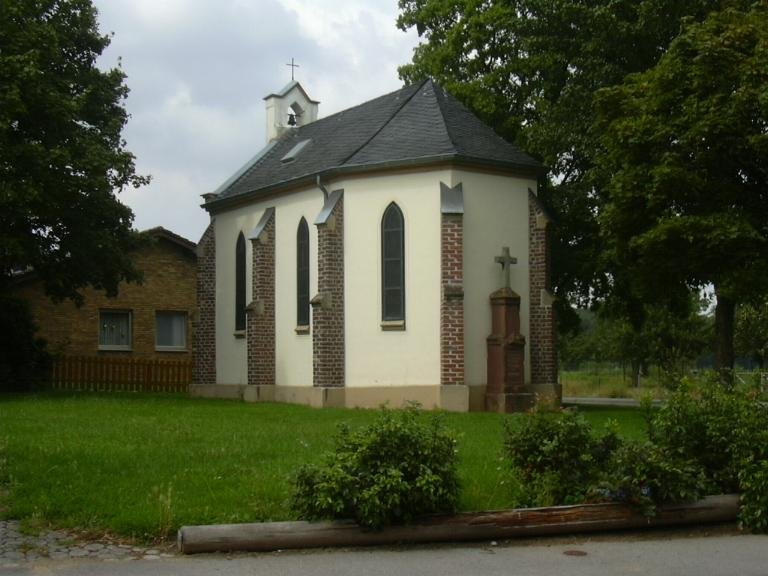
Kapel te Konzendorf (ca. 1900; in 1992 gerenoveerd)

## Geboren te Echtz
- Harald Konopka (* 18 november 1952), oud-profvoetballer, van 1971-1984  als rechtsachter vaste kracht in het eerste elftal van 1. FC Köln. In 1978 en 1979 was Konopka 2 x Duits international.
- Wilfried Hannes, 17 mei 1957, voetballer en 8 maal Duits international